# Raoul Hausmann
Raoul Hausmann, född 12 juli 1886 i Wien, död 1 februari 1971 i Limoges, var en österrikisk  konstnär, fotograf, poet och författare.

## Biografi
Raoul Hausmann medverkade till dadaismens genomslag i Berlin efter första världskrigets slut och var en av de allra första att använda fotomontage som konstnärlig metod; han påstod själv att han uppfann den. Han var redaktör för ett par dadaistiska tidskrifter, experimenterade med infrarödfotografi och hade ett förhållande med Hannah Höch, som också var dadaist. Åren 1926-36 författade han romanen Hyle. Ein Traumsein in Spanien, som publicerades första gången 1969 i förkortat skick. Hausmann beskrev den själv som en "drömbok", en "självbiografisk myt". Den utkom i oavkortat skick 2006. 

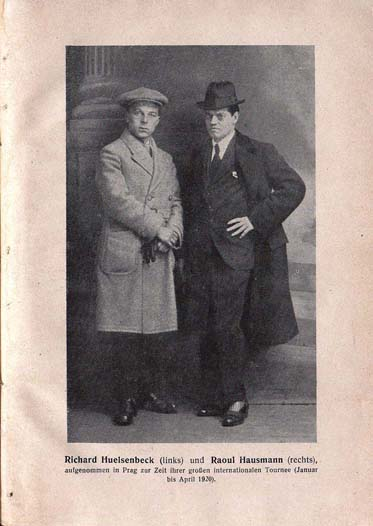
Raoul Hausman (till höger) tillsammans med Richard Huelsenbeck i Prag under deras dadaturné från januari till april 1920. Ur antologin Dada Almanach utgiven i Berlin samma år.

År 1937 beslagtog propagandaministeriet i Nazityskland en akvarell med namnet Abend av Hausmann på Kunsthalle Mannheim. Den betecknades senare, efter vädering, som zerstört [förstörd] i protokoll från den tiden.  
Redan 1933 hade Hausmann emigrerat. Hans uppehåll i exil var Ibiza, Zürich, Prag och slutligen Paris, varifrån han flydde till Sydfrankrike undan den tyska krigsmakten 1940. Från 1944 bodde Hausmann i Limoges, där han avled 1971 i sviterna av gulsot.

## Verk

### 1915-1921
- Die freie Strasse, tidskrift (10 nr) Red.: Raoul Hausmann Johannes Baader (Berlin, Verlag Freie Strasse, 1915-1918) Online (International Dada Archive)
- Der Dada, tidskrift (3 nr) Red.: Raoul Hausmann, John Heartfield och George Grosz (Berlin: 1919-1920) Online (I.D.A.))
- Présentismus: gegen den Puffkeïsmus der teutschen Seele (separattryck av en artikel ursprungligen publicerad i den nederländska tidskriften De Stijl [vol. 4, no. 9, September 1921] Online (I.D.A.))
- Dada är mer än Dada, ur Gunnar Qvarnström (red.): Moderna manifest 1. Futurism och dadaism (1973)

### Efter 1921
- Hyle : ein Traumsein in Spanien, förkortad version (Frankfurt am Main : Heinrich Heine Verlag, 1969; oavkortad nyutgåva, München: Belleville, 2006)
- La sensorialité excentrique, illustrerad av Raoul Hausmann. efterord av Adelheid Koch (Graz: Droschl, 1994)
  - Den excentriska förnimmelsen, översättning och efterord av Gustav Sjöberg (Malmö: Eskaton, 2017)
- Strontium, brevväxling med Franz Jung (Berlin: Basisdruck, 2001)